# Monument à la reine Victoria
Le monument à la reine Victoria, dans le quartier de Cimiez à Nice, a été érigé en 1912 par le sculpteur Louis Maubert pour rendre hommage à la souveraine, qui a fréquemment hiverné à Nice de 1887 à 1899 et contribué à la réputation de Cimiez. Il est situé à l'angle du boulevard de Cimiez et de l'avenue de la reine Victoria, et est inscrit aux monuments historiques depuis le 6 juillet 1992.

## Historique
La reine passa cinq hivers consécutifs à Nice à partir de 1895. Elle logeait alors au Grand Hôtel de Cimiez, puis à l'Excelsior Hôtel Regina. Elle parcourait souvent l'arrière-pays niçois, appréciait les traditions niçoises comme les processions des confréries de pénitents ou le festin des cougourdons, et finança la construction du pont Barla qui enjambait le Paillon à Nice
. Après sa mort, en 1901, le journal Le Petit Niçois lança un appel à souscription pour ériger un monument en l'honneur de la reine, auquel répondit notamment une dame nommée Antonin Raybaud. L'architecte du monument est Félix Biasini alors que le sculpteur est Louis Maubert. Il est inauguré le 12 avril 1912 par le président du Conseil Raymond Poincaré, dans le cadre des fêtes de l'Entente cordiale.

## Description
C'est dans le parc de l'Excelsior Hôtel Regina que la sculpture fut installée, mais elle est aujourd'hui située sur le domaine public. Faite de marbre blanc, elle représente la reine Victoria assise et recevant des brassées de fleurs offertes par des jeunes filles. Ces dernières, au nombre de quatre, personnifient les villes de Nice, Cannes, Grasse et Menton dans lesquelles la souveraine avait séjourné,. Un jardinet entoure le monument, et ils furent tous deux entretenus bénévolement durant de nombreuses années par le président de l'Amicale des jardiniers.  